# 羅晟原
羅晟原（1992年7月16日—），綽號羅傑（遊戲代號：Roger9527），電子遊戲實況主，曾為台灣《爐石戰記》電子競技職業選手並獲得冬季賽冠軍，目前專注於實況經營。

## 職業生涯
2014年10月，加盟華義SPIDER成為職業選手。

2016年1月31日，ahq電子競技俱樂部官方宣佈羅傑正式加入ahq戰隊。

2018年，第十八屆亞洲運動會中華隊電子競技爐石戰記代表，但因隊友作弊被拔取資格。

## 個人榮譽
- 2019年《爐石戰記》冬季賽冠軍[6]
- 2019年《爐石戰記》HCT 世界總決賽 16強[7]

## 個人生活
羅傑於臺北市私立泰北高級中學夜間部畢業後，報名龍華科技大學。然而，在報到入學前一天，他仍沉迷於遊戲，對上學毫無興趣，甚至表示對成為大學生毫無自覺。入學後三個月，他才去學校領取資料並辦理休學手續。
2024年2月1日，實況主「NL」熊汶銨宣布與網銀國際解約，將與羅傑成立叉滴娛樂。

## 外部連結
- 羅傑的Facebook專頁
- 羅傑的Twitch頻道 （页面存档备份，存于）
- 羅傑的Instagram帳戶